# Ескадрені міноносці типу «Аудаче» (1913)
Ескадрені міноносці типу «Аудаче» (італ. Classe Audace) — серія ескадрених міноносців ВМС Італії початку XX століття.

## Представники
| Корабель            | Виготовлювач       | Закладено         | Спущено            | У строю           | Статус                                                                 |
| ------------------- | ------------------ | ----------------- | ------------------ | ----------------- | ---------------------------------------------------------------------- |
| «Аудаче» «Audace»   | «Orlando», Ліворно | квітень 1912 року | 4 травня 1913 року | травень 1914 року | Затонув 30 серпня 1916 року внаслідок зіткнення з пароплавом «Бразіле» |
| «Анімозо» «Animoso» | «Orlando», Ліворно | квітень 1912 року | 13 липня 1913 року | травень 1914 року | Виключений зі складу флоту у квітні 1923 року                          |

## Конструкція
Ескадрені міноносці типу «Аудаче» були розроблені фірмою «Orlando» як подальший розвиток есмінців типу «Індоміто».
На відміну від попереднього типу, на есмінцях типу «Аудаче» були встановлені по 2 парові турбіни швейцарської фірми «Escher-Wyss».
Після закінчення Першої світової війни озброєння «Анімозо» було модернізоване. Замість однієї 120-мм і чотирьох 76-мм гармат були встановлені п'ять 120-мм гармат «102/35 Mod. 1914», дві 40-мм гармати «Vickers QF 2 pounder Mark II» і два 6,5-мм кулемети Colt-Browning M1895.